# Rezerwat przyrody Lisia Kępa
Rezerwat przyrody Lisia Kępa – torfowiskowy rezerwat przyrody położony na terenie gminy Bytów, w powiecie bytowskim, w województwie pomorskim.

## Powołanie
Torfowiska tego obszaru były opisywane w kilku publikacjach Janiny i Mieczysława Jasnowskich w latach 80. XX wieku (w ramach badań torfowisk Pojezierza Bytowskiego). W 1997 założenie rezerwatu „Uroczysko Lisia Kępa” o powierzchni ok. 80 ha proponowali w swojej publikacji biolodzy Józef Szmeja i Krzysztof Gos. W kolejnych latach utworzono 30 ostoi różnorodności biologicznej o łącznej powierzchni 134 ha, a także zatamowano rowy odwadniające.
W 2004 dokumentację projektu rezerwatu wykonał Klub Przyrodników (o nieco większej powierzchni w porównaniu do stanu obecnego), a do tej koncepcji przychyliło się lokalne nadleśnictwo Osusznica. Obszar chroniony utworzony został 13 sierpnia 2020 r. na podstawie Zarządzenia Regionalnego Dyrektora Ochrony Środowiska w Gdańsku z dnia 15 lipca 2020 r. w sprawie uznania za rezerwat przyrody „Lisia Kępa” (Dz. Urz. Woj. Pom. z 2020 r. poz. 3418).

## Położenie
Rezerwat leży w całości na terenach chronionych programem Natura 2000: specjalnych obszarów ochrony siedlisk Lasy Rekowskie PLH220098 i Pływające Wyspy pod Rekowem PLH220022, a także w granicach otuliny Parku Krajobrazowego Doliny Słupi. Geograficznie znajduje się na Pojezierzu Bytowskim, w pobliżu Równiny Charzykowskiej. W odległości kilkudziesięciu metrów na wschód od Lisiej Kępy leży rezerwat Bukowa Góra nad Pysznem oraz Pyszno (część sołectwa Sierzno), zaś ok. 1,5 km na południowy zachód położone są zabudowania wsi Rekowo. W latach 1904–1982 na tym terenie funkcjonowało leśnictwo Lisia Kępa, które dało nazwę obszarowi chronionemu.
Rezerwat ma 313,39 ha powierzchni. Obejmuje kilkadziesiąt wydzieleń leśnych w nadleśnictwie Osusznica. Odpowiada to obrębom ewidencyjnym Sierzno (Sierżno) – działki ewidencyjne nr 96 (część), 97 (część), 101/1, 102, 103/1, 104, 105, 106, 107, 108, 121/1, 122/1 (część) i 123/1 (część) oraz Rekowo – dz. ew. nr 2/1, 124/1 (część) i 126 (część).

## Charakterystyka
Celem ochrony rezerwatowej jest „zachowanie mozaiki ekosystemów: torfowisk wysokich i przejściowych, jezior dystroficznych oraz borów bagiennych i lasów bukowych”. Za najcenniejsze przyrodniczo fragmenty uznano także pływające wyspy pła mszarnego, a także Jezioro Leniwe wraz z otaczającymi je małymi jeziorami dystroficznymi. Wyróżniają się również 150-letni drzewostan na siedlisku boru bagiennego z bażyną czarną oraz otaczające torfowiska szuwary z dominacją turzyc. 
Teren rezerwatu ma liczne fałdy pochodzenia morenowego. Składa się on z dwóch kompleksów wodno-torfowiskowych typu bałtyckiego, zawierających łącznie kilkadziesiąt zbiorników wodnych, przedzielonych mineralnymi wyniesieniami. Torfowiska zachodniego kompleksu (z Jeziorem Leniwym) połączone są rowem melioracyjnym. Pierwotnie były to głębokie zbiorniki wodne o głębokości dochodzącej do 11 m; istniejące jeziora w obrębie rezerwatu osiągają 8 do 12 m głębokości. Samo Jezioro Leniwe było obszarem wydobycia torfu, co spowodowało oddzielanie się pła.
Na terenie Lisiej Kępy zidentyfikowano liczne chronione gatunki flory i fauny, wyróżniono 5 siedlisk przyrodniczych stanowiących przedmiot ochrony w sieci Natura 2000 zgodnie z unijną dyrektywą siedliskową. Występują tu m.in. z rzadkich i chronionych gatunków roślin: bagnica torfowa, turzyca bagienna, przygiełka biała, bażyna czarna, jak również wszystkie rosnące w Polsce gatunki rosiczek: okrągłolistna, długolistna oraz pośrednia. Wyróżniają się także 140-letnie okazy daglezji. Spośród fauny wyróżnia się iglica mała, najmniejszy występujący w Polsce gatunek ważki. Gniazdują i żerują tu także żurawie.
Według stanu na październik 2020 rezerwat nie posiada planu ochrony ani zadań ochronnych. W zachodniej części rezerwatu utworzono ścieżkę przyrodniczą dla turystów (planowane jest jej rozwinięcie), sugeruje się także usunięcie odwadniających rowów melioracyjnych.
W 2021 Lasy Państwowe doprowadziły do wycinki na terenie rezerwatu 547 drzew, w tym 409 buków, 107 sosen, 16 dębów, 9 dębów czerwonych oraz 6 świerków.